# Týnišťko
Týnišťko är en ort i Tjeckien.   Den ligger i regionen Pardubice, i den centrala delen av landet, 120 km öster om huvudstaden Prag. Týnišťko ligger 265 meter över havet och antalet invånare är 165.
Terrängen runt Týnišťko är platt. Runt Týnišťko är det tätbefolkat, med 266 invånare per kvadratkilometer. Närmaste större samhälle är Vysoké Mýto, 6,9 km sydost om Týnišťko. Trakten runt Týnišťko består till största delen av jordbruksmark.